# 刺激欲求
刺激欲求（しげきよっきゅう、sensation seeking）は、「多様で、新しい、豊かで、強烈な」経験や感情を求めること、またそのような経験のために「身体的、社会的、法的、経済的リスクを取る準備がある」ことによって定義される性格特性である。
リスクはこの特性の本質的な部分ではなく、多くの関連する活動はリスクがない。しかし、リスクは無視されたり、容認されたり、最小限にとらえられたりし、活動の興奮を高める要素と見なされることもある。この概念はデラウェア大学のマーヴィン・ザッカーマンによって発展された。この特性を評価するために、彼は刺激欲求尺度という性格テストを作成した。このテストは、個人の感覚的刺激の好みに関する違いを評価する。つまり、強い刺激を好み、感覚への欲求が大きく現れる行動を示す人もいれば、低い感覚刺激を好む人もいる。この尺度は、個人がどれだけの刺激を必要とし、その興奮をどの程度楽しむかを測定するための質問票である。彼は、高感覚追求者は最適な覚醒レベル (ヤーキーズ・ドットソンの法則) に達するために、多くの刺激を必要とするという仮説を立てた。刺激や感覚的入力が満たされない場合、その人は経験を不快に感じる。

## 構成
感覚追求は四つの特性に分類される。
1.	スリル・冒険追求: スカイダイビング、スキューバダイビング、高速運転や飛行など、異常な感覚やリスクを伴うアウトドア活動への欲望。
2.	経験追求: 非伝統的な選択を通じて新しい感覚的または精神的な経験を求めること。サイケデリックな体験や社会的な非順応、非伝統的な人々との関わりを含む。
3.	抑制解除: ワイルドなパーティー、飲酒、違法行為など、「制御が効かない」活動の好み。
4.	退屈感受性: 繰り返しや退屈な人々への耐性が低く、そのような状況での落ち着きのなさ。最新の感覚追求尺度（SSS-V）は、中程度の妥当性と信頼性を示している。また、子供向けに適応されたバージョンも存在する。

## 性格モデルとの関連
ザッカーマンは1969年に「刺激欲求」と呼ばれる性格特性の研究を始めた。彼は、刺激欲求が人間の性格を説明するために用いられる、「コア特性」の一つであると主張している。他の研究者、特にアイゼンクやコスタ、マクレイはこの特性を外向性と関連付けて考えたが、ザッカーマンの因子分析研究は刺激欲求が他の主要な性格次元から比較的独立していることを示唆している。
いくつかの研究では、特に経験追求の要素と経験への開放性との間に正の相関関係が見られた。また、ネオ人格目録改正版 (NEO-PI-R, Revised NEO Personality Inventory)の協調性と刺激欲求の総計、さらに退屈感受性や抑制解除のサブスケールとの間には負の相関が見られた。HEXACOモデルの誠実さ-謙虚さ因子は、刺激欲求やリスクを取る行動と負の相関があることが示されている。
ザッカーマンの代替的な五因子モデルでは、刺激欲求は広範な特性である衝動的刺激欲求の一側面として組み込まれている。アイゼンクの「ビッグスリー」モデルでは、衝動的刺激欲求は精神病質と最も強く関連しており、ビッグファイブ性格特性では主に誠実性の低さと関連している。刺激欲求は、クロンンジャーの気質と性格のインベントリーの新奇追求尺度と強い相関関係を持つ。
さらに、刺激欲求が遺伝の影響を受けることを示す証拠も提示されている。したがって、刺激欲求を持つ親は、刺激欲求を持つ子供を持つ可能性が高い。

## 特徴
ザッカーマンの研究では、高刺激欲求者は日常生活において高いレベルの刺激を求める傾向があることがわかっている。この尺度は、人々が感覚遮断セッションをどの程度耐えられるかを予測する。刺激欲求は、子供から青春期にかけて年齢と共に増加し、10歳から15歳の間で増加し、その後は安定するか減少することが示されている。ただし、退屈感受性は他の刺激欲求の側面とは異なり、一生を通じて安定している。
刺激欲求には顕著な性別差があり、男性は女性よりも有意に高いスコアを示す。アメリカのサンプルでは、男性は総合的な刺激欲求、スリル・冒険追求、退屈感受性、抑制解除のすべてにおいて女性を上回っていた。オーストラリア、カナダ、スペインでの研究でも、総合的な刺激欲求、スリル・冒険追求、退屈感受性において類似の性別差が見られた。
婚姻状況も刺激欲求に関連しており、研究によれば、離婚した男性は独身や既婚の男性と比べて、この特性が高い傾向がある。

### 行動
刺激欲求は運転速度に関連しており、刺激欲求が高い男女は速度違反をする可能性が高い。高刺激欲求者は交通ルールを無視し、事故や運転者の怪我につながる高リスク行動に従事する傾向がある。
アルコール使用は刺激欲求と関連しており、特に抑制解除や経験追求のサブスケールと強く関連している。仲間の影響と刺激欲求は、物質使用に対する影響において相互に強化し合うようである。研究によれば、仲間の刺激欲求レベルは薬物使用を予測する要因となる。また、個人は自分と似た刺激欲求レベルの仲間と関わる傾向があり、これが薬物やアルコールの使用にさらに影響を与える。
高刺激欲求者は複数の性的パートナーを持つなどの高リスクな性的行動をとる傾向があり、病気から身を守るためのコンドームを使用しないことが多い。また、彼らは許容的な性的態度を持つ傾向があり、高リスクの性的行動は特に刺激欲求の抑制解除の側面と関連している。高刺激欲求者は、安定した恋愛関係にある場合でもパートナーに対して不貞を働く可能性が高い。
高刺激欲求者はクラシック音楽よりもハードロックなどの興奮を引き起こす音楽を好む傾向がある。また、彼らは具象的な絵画よりもシュールな絵画や、暴力的または攻撃的な内容、死や絶望のテーマを含む不快な絵画形式を好む傾向がある。

### 職業の選択
刺激欲求者は、新しい刺激的で非伝統的な活動や柔軟性を必要とする非構造的な作業を含む職業を好む傾向がある。例えば、科学職や社会福祉職が挙げられる。一方で、低刺激欲求者は、秩序やルーティンを伴う構造化された明確な作業を好む傾向があり、主婦や教育者などがその例である。